# Steen (Minnesota)
Pour les articles homonymes, voir Steen.
La ville de Steen est située dans le comté de Rock, dans l’État du Minnesota, aux États-Unis. Sa population s’élevait à 180 habitants lors du recensement de 2010, estimée à 172 habitants en 2017.

## Histoire
Steen a été établie en 1888 et nommée d’après les frères John P. Steen and Ole P. Steen, originaires de Norvège. Un bureau de poste a ouvert en 1888.

## Source
- (en) Cet article est partiellement ou en totalité issu de l’article de Wikipédia en anglais intitulé « Steen, Minnesota » (voir la liste des auteurs).

1. ↑  Warren Upham, Minnesota Geographic Names: Their Origin and Historic Significance, Minnesota Historical Society, 1920 (lire en ligne), p. 469.
2. ↑  (en) « Rock County », Jim Forte Postal History (consulté le 6 août 2015).
3. ↑  (en) « Population and Housing Unit Estimates » (consulté le 24 mars 2018)
4. ↑  (en) « Census of Population and Housing », Census.gov (consulté le 4 juin 2015)